# 栄冠は君に輝く
「栄冠は君に輝く」（えいかんはきみにかがやく）は、加賀大介が作詞、古関裕而が作曲した歌・行進曲で、「全国高等学校野球大会の歌」という題名で1948年に発表された。

## 概要
兵庫県西宮市にある阪神甲子園球場で開催される夏の全国高等学校野球選手権大会の大会歌として大会の開会式、閉会式で演奏され奉唱される。さらに、現在では大会の主催新聞社である朝日新聞社の告知CMや、大会中の5回裏終了時から6回表攻撃開始前のグラウンド整備時の球場内BGMとして、下記の大会イメージアーティストが歌う同曲が使用されている。また、NHKのテレビ中継番組では出場校のふるさと紹介にてNHK学校紹介用BGMがバックに流れたり、かつては朝日放送テレビ・BS朝日・朝日放送ラジオの各中継のテーマ曲としてインストで流れたりした。また、バラエティ番組でも野球のゲームコーナーや野球がらみのネタなどで頻繁に使用される。大会を象徴するテーマ曲として、知名度は非常に高い。原曲の調性は変ロ長調であるがハ長調の楽譜も初心者の演奏用に提供されている。
本来は、全国高等学校野球選手権大会の大会歌であるが、学校・地域によっては運動会や夏以外の地方大会・地区大会の行進曲、応援団が応援歌として使用することもある。なお、全国高等学校野球選手権大会で入場行進に用いられるのは第21回大会（1935年）から使用されている山田耕筰作曲、富田砕花作詞の「全国中等学校優勝野球大会行進歌」のインストゥルメンタルであり、本作は「大会歌」として行進とは別に歌唱される。
なお、本楽曲は日本コロムビアの管理楽曲であり、使用には許諾が必要である。

## 歴史

### 制定の経緯
1948年に学制の改定に伴い、それまでの「全国中等学校優勝野球大会」が「全国高等学校野球選手権大会」に改称する事になったことにあわせ、更にこの年の大会が第1回大会から数えて30回目の節目の大会であったことから主催者である朝日新聞社が記念事業として第12回大会から使用されて来た初代「全国中等学校優勝野球大会の歌」（作詞：福武周夫、作曲：信時潔）に代わる2代目の大会歌として全国を対象に歌詞の懸賞公募を実施した。
応募総数5,252篇中から、最優秀作品に選ばれたのが加賀の詞であったが、入選発表の名義は「加賀道子」（本名は旧姓：高橋道子、結婚後は中村道子。松江安見の大姪）とされていた。これはプロの文筆家で地元の石川を拠点に執筆活動をしていた加賀（当時の本名：中村義雄）が、周囲から懸賞金（大賞賞金は5万円で、当時の公務員の平均給与の10倍以上であった）目当てと思われるのを嫌い、婚約者の名を使って筆名「加賀道子」で応募したためであり、第50回記念大会（1968年）を機に加賀夫妻が作詞の真相を語り「加賀大介作詞」と改められた。これに前後して、中村は戸籍上の本名もペンネームの1つであった「加賀大介」に改名している。
加賀は野球球児であったが、試合中の怪我による骨髄炎のために右足切断を余儀無くされ、野球を断念した経緯がある。この詞には、野球に対する加賀の熱い想いが強く込められている。
作曲者である古関裕而は楽曲の打ち合わせて大阪に赴いた際、藤井寺球場で甲子園予選を観戦後、実際に甲子園球場に赴き、歌詞を手にマウンドに立ち、誰もいない観客席を見渡している。この時メロディーが脳裏に浮かんだのが本楽曲であるという。
創唱歌手（発表当時のオリジナル）は、当時の名流行歌手である伊藤久男である。ちなみに伊藤は当歌の作曲者である古関裕而とは戦前からの深い付き合いである同郷（福島県）の友人同士であり、戦前から古関が得意としたスポーツ音楽はもとより、歌謡曲や軍歌においても名タッグとして活躍していた関係を持つ（2人の代表作は「イヨマンテの夜」、「暁に祈る」など）。

### 歌碑の建立
1989年、根上野球場に歌碑が建立された。加賀の出身地である石川県根上町（現：能美市）には、歌碑が立てられている。なお、出身の能美市立浜小学校の後輩に、甲子園に出場して第74回選手権大会における5打席連続敬遠で有名な松井秀喜（当時・星稜高）がいる。

## エピソード
曲の利用
- JR東日本福島駅の東北新幹線ホームで、2009年4月11日から発車メロディとしてこの曲が使用されている[10]。これは、福島市出身である古関の生誕100年を記念したものである[10]。
- JR西日本・北陸本線能美根上駅のホームで、2015年3月1日（当時の駅名は寺井）から2017年3月末まで及びIRいしかわ鉄道に移管した2024年3月16日以降、列車接近メロディとしてこの曲が使用されている。これは、能美市根上地区出身である加賀にちなんだものである。
- 宇宙飛行士の若田光一は2000年のスペースシャトル搭乗時、ウェイクアップコールとしてこの曲を流した。若田は、埼玉県立浦和高等学校時代は野球部に所属、3年の時は補欠ながら埼玉大会に出場した経験を持つ。
- そごう徳島店では、この曲のメロディに乗せた社歌｢徳島そごうの歌｣が存在した。

その他
- この大会歌が制定された1948年に小倉高校は夏の甲子園2連覇を果たす。小倉は全国中等学校野球大会の最後の年に優勝し、全国高等学校野球大会の最初の年にも優勝したのである[11]。その栄光を記念して、小倉高校明陵同窓会は学校創立80周年にあたる1988年にグラウンドの隅に2連覇記念碑を建立した。その大きな大理石の碑には「ああ栄冠はわれに輝く」と刻まれ、同校生徒の誇りとなり、心の糧となっている。
- 2020年度上半期の連続テレビ小説『エール』では、「夏の全国高等学校野球選手権大会の歌」の制作を朝一新聞社（モデルは朝日新聞大阪本社）から依頼された主人公の古山裕一（演：窪田正孝、モデルは古関裕而）が、大会本部や同社の関係者と共に選んだ多田良介（演：寺内崇幸、モデルは加賀大介）の詞[12]を基に書き上げた楽曲を、旧知にして窮地に陥っていた佐藤久志（モデルは伊藤久男）を説得した末に歌わせたエピソードが第100回（2020年10月30日放送分）に盛り込まれた[13]。
  - 佐藤久志役を演じた俳優は、ミュージカルを中心に人気を博している山崎育三郎で、「古山と2人だけで赴いた阪神甲子園球場（実際に撮影されたのは栃木県総合運動公園野球場）のマウンド上から『栄冠は君に輝く』を歌う」という設定で独唱。放送中から視聴者の大きな反響を呼んだため、このシーンのメイキング動画が『エール』の公式サイトから急遽配信される事態に至った[13]。山崎自身も、「『エール』コンサート」と銘打たれた最終回（2020年11月27日放送分）で森山直太朗（古山の恩師である藤堂先生役で出演）と組んでアコースティックバージョンを披露した[14]ほか、最終回の放送後もNHK総合テレビの他番組（『あさイチ』『うたコン』など）で何度も独唱している。
  - 山崎の独唱が視聴者の大きな反響を呼んだ背景には、2020年の日本において、 『エール』の放送開始前（年頭）から新型コロナウイルス（COVID-19）への感染が拡大していたことが挙げられている。現に、『エール』は春先に撮影の休止を余儀なくされたため、本放送を6月からおよそ2ヶ月間休止[13]。また、山崎は第102回全国高等学校野球選手権大会の第1日（8月10日）に阪神甲子園球場で「栄冠は君に輝く」を歌うことを予定していたが、COVID-19感染拡大の影響で大会自体が中止に追い込まれていた。
  - 2021年に入ってからもCOVID-19への感染拡大傾向に収束の目途は立っていないが、日本高等学校野球連盟では第103回全国高等学校野球選手権大会を開催することを決定。この決定を受けて朝日新聞社が制作した第103大会の告知CMには、「第1回大会から高校球児を見守り続けてきた“全国高校野球選手権大会の化身"」に扮した山崎が、甲子園球場のネット裏スタンドで「栄冠は君に輝く」を独唱した映像が使われている[15]。さらに、8月10日に催された開会式の冒頭には、山崎による甲子園球場での独唱がちょうど1年越しで実現[16]。NHK総合テレビの開会式中継でも、その模様が全国に向けて放送された。ちなみに、山崎は開会式の終了後に、「僕の中で、今日『エール』が完結した気がします。このような素晴らしい機会を与えて頂き感謝しています。また一つ、忘れることの出来ない時間が出来ました。甲子園に出場する球児達を、みんなで応援しましょうね」とのメッセージを寄せている[17]。
  - 野球殿堂 は 2023年1月13日に、古関を2023年度特別表彰部門の顕彰者に選出した。これを受けて、山崎は同年8月6日に催された第105回全国高等学校野球選手権大会開会式において、「古関の功績を称える」という趣旨の下に「栄冠は君に輝く」の歌唱を甲子園球場のグラウンド上で再び披露。感染症関連の国内法におけるCOVID-19の分類がこの年の5月8日付で（季節性インフルエンザなどと同等の）「五類感染症」へ移行したことを背景に、出場校（全49校）の登録選手・観客・ブラスバンド・合唱団を入れての開会式が本格的に復活したことを受けて1番を独唱したほか、2番と3番の歌唱ではブラスバンドの演奏や合唱と声を合わせた[18]。

## イメージアーティスト一覧
1996年まではアーティストを起用せず、関西地区の高校生による合唱を放送していた。
| 第79回大会     | 1997年 | BORO                                                             |
| 第80回記念大会 | 1998年 | なし                                                             |
| 第81回大会     | 1999年 | なし                                                             |
| 第82回大会     | 2000年 | なし                                                             |
| 第83回大会     | 2001年 | 中島啓江                                                         |
| 第84回大会     | 2002年 | 大友康平（HOUND DOG）                                            |
| 第85回記念大会 | 2003年 | 森山良子                                                         |
| 第86回大会     | 2004年 | MIYU（ZONE）                                                     |
| 第87回大会     | 2005年 | 錦織健                                                           |
| 第88回大会     | 2006年 | 夏川りみ                                                         |
| 第89回大会     | 2007年 | サーカス                                                         |
| 第90回記念大会 | 2008年 | 小椋佳                                                           |
| 第91回大会     | 2009年 | 馬場俊英 / 夏川りみ                                              |
| 第92回大会     | 2010年 | 平原綾香                                                         |
| 第93回大会     | 2011年 | 岩手県・宮城県・福島県の高校生と、1995年に生まれた兵庫県の高校生 |
| 第94回大会     | 2012年 | 熊本県の水俣、鹿児島県の松陽、鶴丸、鹿児島の4校の高校生          |
| 第95回記念大会 | 2013年 | 大阪府・兵庫県・奈良県・京都府の高校生                           |
| 第96回大会     | 2014年 | 愛知県・岐阜県・三重県の15校の高校生                             |
| 第97回大会     | 2015年 | 東京都・神奈川県の高校生 / Dream5                                |
| 第103回大会    | 2021年 | 山崎育三郎                                                       |
| 第104回大会    | 2022年 | 平井大                                                           |
| 第105回大会    | 2023年 | 大森元貴（Mrs. GREEN APPLE）                                     |
| 第106回大会    | 2024年 | WANIMA                                                           |
| 第107回大会    | 2025年 | LISA（m-flo）                                                    |

この他にも、第70回記念大会（1988年）の開会式では、「5万人の大合唱」と称するプレイベントを開催。開催に際しては、合唱用の歌詞カードを観客全員に配布したほか、山本直純が指揮、さだまさしが歌唱で参加していた。

## 資料
- 『ピアノ伴奏付 思い出のラジオ歌謡選曲集 2』（全音楽譜出版社、ISBN 4117693115）

## レコード
- 『栄冠は君に輝く〜全国高等学校野球大会の歌〜』（作詞：加賀大介、作曲・編曲：古関裕而、歌：伊藤久男・コロムビア男声合唱団、録音：1949年6月2日、発売：1949年7月1日、日本コロムビア、A597）
  - なお1984年には朝日新聞社より新たに吹き込まれたレコードが発売され、その後CDにもなり大会期間中球場内で販売されている。また通信販売で入手可能。

### 収録曲
ここでは2003年版について記す。
| 全作詞: 加賀大介、全作曲: 古関裕而。 |                                      |          |            |          |      |
| #                                    | タイトル                             | 作詞     | 作曲・編曲 | 編曲     | 時間 |
| 1.                                   | 「栄冠は君に輝く」(合唱バージョン)   | 加賀大介 | 古関裕而   | 古関裕而 | 2:59 |
| 2.                                   | 「栄冠は君に輝く」(行進曲)           | 加賀大介 | 古関裕而   | 久石譲   | 2:40 |
| 3.                                   | 「栄冠は君に輝く」(NHK学校紹介用BGM) | 加賀大介 | 古関裕而   | 龍野順義 | 0:55 |
| 4.                                   | 「栄冠は君に輝く」(オリジナル復刻盤) | 加賀大介 | 古関裕而   | 古関裕而 | 2:53 |

## 関連作品

### ノンフィクション本
- ああ栄冠は君に輝く〜加賀大介物語〜 知られざる「全国高校野球大会歌」誕生秘話（2015年、双葉社）著：手束仁

### 映画
- ああ栄冠は君に輝く（2018年、監督：稲塚秀孝）